# Brainerd International Raceway
El Circuit de Brainerd (en anglès, Brainerd International Raceway) és un circuit de curses situat a prop de Brainerd, Minnesota. Inaugurat el 1968 amb el nom de Donnybrooke Speedway, el circuit va patir un canvi de nom en canviar de mans el 1973. El recinte inclou un autòdrom de vora 5 km de longitud (amb un traçat alternatiu de només 4 km anomenat Competition Course), una recta per a curses d'acceleració ("dragsters") i una pista de kàrting.
El circuit de Brainerd acull els Campionats de la NHRA (National Hot Rod Association). Anteriorment s'hi havien disputat curses de les IndyCar Series de l'USAC i del Campionat del Món de Superbike.

## Configuracions del traçat

Brainerd International Raceway (1968–actualitat)
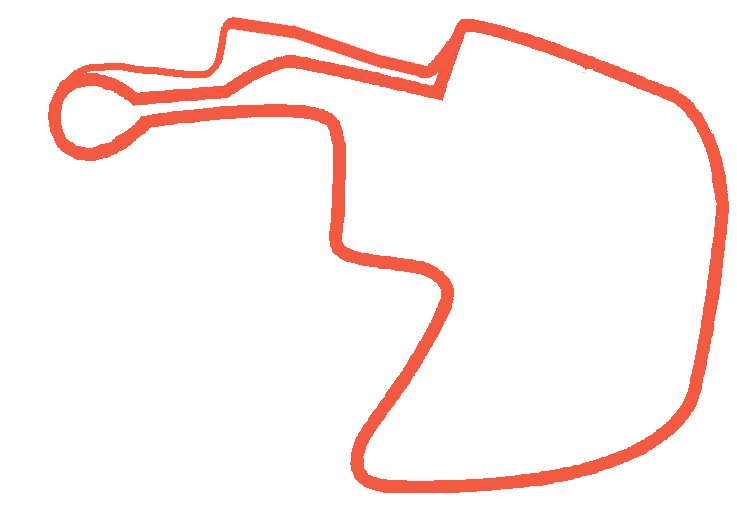
Brainerd Competition Course (2008–actualitat)